# محمدانور اسحاق‌زی
محمدانور اسحاق‌زی یک سیاست‌مدار اهل افغانستان است. وی والی (فرماندار) ولایت بادغیس افغانستان بود. از ۱۴ جوزا ۱۳۹۴ تا ۲ میزان ۱۳۹۴ این منصب را عهده‌دار بود.
وی همچنین والی زابل و لوگر را نیز بر عهده داشته است.
| پیشین: احمدالله علیزی | فرماندار ولایت بادغیس، افغانستان ۱۴ جوزا ۱۳۹۴ | پسین: جمال‌الدین اسحاق |